# هپه ۳۴۹۹
سیارک ۳۴۹۹ (به انگلیسی: 3499 Hoppe، نامگذاری:1981VW1) سه هزار و چهارصد و نود و نهمین سیارک کشف شده‌است که در ۳ نوامبر ۱۹۸۱ کشف شد.
قدر مطلق سیارک برابر ۱۲٫۳۰ است.